# FeiTeng (mikroprocesszor)
A FeiTeng (egyszerűsített kínai: 飞腾, pinjin: fēiténg, jelentése: felszállás, szárnyalás) egy kínai fejlesztésű és gyártású központi egység, amelyet a külföldi termékektől való független, fejlett számítástechnika megteremtése céljából fejlesztettek ki.
65 nm-es technológiával készül, 350 millió tranzisztort tartalmaz, órajele 0,8–1 GHz között lehet. A processzor SPARC V9 kompatibilis.
A processzorcsip 8 magot tartalmaz, amely 64 szál végrehajtását teszi lehetővé. 3 HyperTransport csatornával rendelkezik, ezek biztosítják a koherens kapcsolatot; emellett 4 DDR3 memóriavezérlő és 8 PCIe 2.0 csatorna található benne.
A Tianhe-1A (Tejút-1) szuperszámítógép 2048 db. FeiTeng–1000 processzort tartalmaz. A Tianhe-1A elméleti csúcsteljesítménye 4,701 petaflop, ami főleg az azt felépítő Xeon és NVidia Tesla processzoroknak köszönhető, ehhez a sebességhez azonban hozzájárulnak a számítási csomópontok (node-ok) összeköttetéseit kezelő nyolcmagos, SPARC rendszerű FeiTeng–1000 processzorok is.
Feltevések szerint a FeiTeng processzor tervezésénél felhasználták az OpenSPARC projektben publikált terveket is.
A FeiTeng a YinHe FeiTeng (银河飞騰, YHFT) processzorcsalád harmadik generációjának tagja. Ezt a processzorcsaládot a kínai Védelmi Technológiák Nemzeti Egyetemének – NUDT – professzora, Xing Zuocseng által irányított csoport fejlesztette ki.
Az első generáció egy az Intel Itanium 2-vel binárisan kompatibilis EPIC rendszerű CPU volt. A második generáció, az FT64 egy CPU-val és 64 bites adatfolyamfeldolgozó processzorral rendelkező egylapkás rendszer (SoC) volt. Az FT64-es csipeket a  YinHe (银河) szuperszámítógépekben alkalmazták a számítások gyorsítására (koprocesszorként). A harmadik generáció utasításkészlet-architektúrája SPARC-kompatibilis.
A FeiTeng–1500 és a FeiTeng–2000 processzorok a Tianhe számítógépek következő nemzedékeiben fognak szerepelni, Godson 3 és 4, valamint Tesla GPU-k mellett.

## Fordítás
Ez a szócikk részben vagy egészben  a   FeiTeng (processor) című angol Wikipédia-szócikk ezen változatának fordításán alapul.  Az eredeti cikk szerkesztőit annak laptörténete sorolja fel. Ez a jelzés csupán a megfogalmazás eredetét és a szerzői jogokat jelzi, nem szolgál a cikkben szereplő információk forrásmegjelöléseként.